# 1845年土地財產轉易法令
《1845年土地財產轉易法令》（英語：Conveyance of Real Property Act 1845；8 & 9 Vict c 119）是英國國會的一項法令。